# الحجاج بن زيد السعدي
الحجاج بن زيد السعدي التميمي (توفي في 61هـ/ 680 م) كان من أنصار الحسين بن علي في معركة كربلاء، وكان بصريًا (من البصرة).

## نسبه
الحجاج بن زيد السعدي التميمي وقيل إن اسم أبوه بدر وقيل يزيد، ويعود نسبه إلى بني سعد بن تميم من عدنان.

## مقتله
عندما وصلته دعوة الحسين للالتحاق به، قام بإيصال كتابًا من مسعود بن يعلى  العدوي إلى الحسين جوابًا لكتابه الذي أرسله لزعماء البصرة الآخرين. قيل أنه قتل بعد ظهر العاشر من محرم وقيل قبله في الحملة الأولى، وقد ذكر في زيارة الناحية المقدسة.